# Paso Ancho (Livingston-Insel)
Der Paso Ancho (von spanisch ancho ‚breit‘) ist ein Gebirgspass auf der Livingston-Insel im Archipel der Südlichen Shetlandinseln. Am Kap Shirreff, dem nördlichen Ende der Johannes-Paul-II.-Halbinsel, verläuft er zwischen dem Cerro El Cóndor im Osten und dem Cerro Selknam im Westen.
Wissenschaftler der 45. Chilenischen Antarktisexpedition (1990–1991) gaben ihm seinen deskriptiven Namen.